# Bila Krynyzja (Beryslaw)
Bila Krynyzja (ukrainisch Біла Криниця; russisch Белая Криница Belaja Kriniza) ist eine Siedlung städtischen Typs im Nordwesten der ukrainischen Oblast Cherson mit etwa 1200 Einwohnern (2019).
Bila Krynyzja wurde 1915 gegründet und erhielt 1958 den Status einer Siedlung städtischen Typs.
Bila Krynyzja liegt an der Bahnstrecke Cherson–Dnipro 10 km nordwestlich vom ehemaligen Rajonzentrum Welyka Oleksandriwka und etwa 130 km nordöstlich der Oblasthauptstadt Cherson.
Am 12. Juni 2020 wurde das Dorf ein Teil der Siedlungsgemeinde Welyka Oleksandriwka; bis dahin bildete es zusammen mit der Siedlung Karjerne und den Dörfern Biloussowe (Білоусове) und Perwomajske (Первомайське) die Siedlungsratsgemeinde Bila Krynyzja (Білокриницька селищна рада/Bilokrynyzka selyschtschna rada) im Norden des Rajons Welyka Oleksandriwka.
Seit Juli 2020 ist es ein Teil des Rajons Beryslaw.